# Dark Matter
Dark Matter – album studyjny brytyjskiego, neoprogresywnego zespołu IQ, wydany w 2004 roku.

## Spis utworów
1. „Sacred Sound” – 11:40
2. „Red Dust Shadow” – 5:53
3. „You Never Will” – 4:54
4. „Born Brilliant” – 5:20
5. „Harvest of Souls” – 24:29
  1. „First of the Last”
  2. „The Wrong Host”
  3. „Nocturne”
  4. „Frame and Form”
  5. „Mortal Procession”
  6. „Ghosts of Days"

## Skład zespołu
- Peter Nicholls – wokal prowadzący
- Martin Orford – instrumenty klawiszowe, wokal wspierający
- Mike Holmes – gitary
- John Jowitt – gitara basowa, wokal wspierający
- Paul Cook – perkusja